# 南开大学第一分校
南开大学第一分校，又称南开大学分校，1990年代参与组建天津师范大学。1978年文化大革命结束后，天津市为了扩大普通高等学校招生，依托南开大学、在天津市和平区卫津路中学的基础上建立的天津市管辖的走读制大学分校。
1979年11月27日，天津市的大学分校进行了大规模调整，南开大学一分校更名南开大学分校。1992年，南开大学分校更名为天津师范大学应用文科学院。1996年8月，天津师范大学应用文科学院并入天津师范大学。